# Terceiro Samba
| Críticas profissionais | Críticas profissionais |
| Avaliações da crítica  | Avaliações da crítica  |
| Fonte                  | Avaliação              |
| ---------------------- | ---------------------- |
| allmusic               | [ 1 ]                  |

Terceiro Samba (originalmente grafado Terceir O Samba) é o terceiro álbum da banda de manguebeat Mestre Ambrósio, lançado em 2001.
O jogo de palavras que foi usado na capa para dar o nome do álbum (Terceir o samba) forma "Tecer o Samba", além de fazer referência por ser o terceiro trabalho do grupo.

## Faixas
1. Caninana
2. Povo
3. Vida
4. Gavião
5. Coqueiros
6. Fera
7. Carneirinho
8. Saudade
9. Sóis
10. No bojo da Macaíba
11. Espírito da mata
12. Cabocla (vinheta)
13. Mestre Guia
14. Lembrança de Folha Seca
15. Sóis (Marcha)